# قهرمانان المپ
قهرمانان المپ (به انگلیسی: The Heroes of Olympus) یک پنج‌گانه از رمان‌های خیال‌پردازی ماجراجویی نوشته شده توسط نویسندهٔ آمریکایی ریک ریوردن و دومین مجموعه کتاب دربارهٔ وقایع‌نگاری اردوگاه دورگه است. این رمان‌ها جزئیات درگیری بین نیمه‌خدایان یونانی، نیمه‌خدایان رومی و گایا (نام رومی ترا) را که به نام مادر زمین نیز شناخته می‌شود، شرح می‌دهند. در کتاب چهارم این مجموعه، یک مبارزه نیمه بزرگ علیه تارتاروس نیز وجود دارد، که در افسانه های یونان، تاریک‌ترین و عمیق‌ترین نقطهٔ جهان زیرین بود. این مجموعه دنباله‌ای برای مجموعهٔ پرسی جکسون و المپ‌نشینان است، که جزئیات زندگی نیمه خدایان امروزی یونان را شرح می‌دهد. دنبالهٔ این مجموعه و سومین مجموعه در سه گانهٔ وقایع‌نگاری اردوگاه دورگه، مجموعهٔ محاکمه‌های آپولو است. ریوردن در این مجموعه اسطوره‌های رومی را به همراه چندین شخصیت جدید معرفی می‌کند. اولین کتاب این مجموعه، قهرمان گمشده، در ۱۲ اکتبر ۲۰۱۰ منتشر شد. کتاب نهایی این مجموعه با نام خون المپ نیز در ۷ اکتبر ۲۰۱۴ منتشر شد.

## کتاب‌ها

### قهرمان گمشده
این رمان با معرفی جیسون گریس (پسر ژوپیتر) ، پایپر مک‌لین (دختر افرودیت) و لئو والدز (پسر هفائستوس)، سه نیمه‌خدای تازه کشف شده که در پاسخ به یک پیشگویی به اردوگاه دورگه سفر می‌کنند، آغاز می‌شود، آن‌ها برای جلوگیری از تولد مجدد پادشاه غول پورفیریون و نجات پدر پایپر که توسط غول دیگری به نام انکلادوس ربوده شده بود، راهی جست‌و‌جو می‌شوند. جیسون، که به فراموشی مبتلا است، همچنین شروع به یادآوری قطعاتی از گذشته خود در طول کتاب می‌کند - مهم‌تر از همه، اینکه او از یک اردوگاه رومی برای نیمه‌خدایان آمده است. اردوگاه دورگه تصمیم می‌گیرد تا این اردوگاه دیگر را هم برای به دست آوردن متحدان در مبارزه با گایا، مادر و فرماندهٔ غول‌ها، و هم برای یافتن نیمه‌خدای گمشده پرسی جکسون، پسر پوزئیدون، پیدا کند. داستان این کتاب در زمستان اتفاق می‌افتد.

### پسر نپتون
این رمان با کشف اردوگاه ژوپیتر توسط پرسی جکسون (مبتلا به فراموشی) و ملاقات او با چند نیمه‌خدای رومی آغاز می‌شود. پس از یک پیشگویی از مارس، او، فرانک ژانگ و هیزل لوزک به آلاسکا سفر می‌کنند تا از قیام آلکایونئوس غول جلوگیری کنند و تاناتوس خدای اسیر شده توسط غول را، آزاد کنند. پس از انجام موفقیت آمیز مأموریت، گروه به اردوگاه ژوپیتر برمی‌گردند تا از اردوگاه در برابر غول دیگری به نام پولیبوتس و ارتشش دفاع کنند. پس از دفع این تهاجم، نیمه خدایان از اردوگاه ژوپیتر به ملاقات هیئت اردوگاه دورگه می‌روند که با کشتی پرنده معروف به آرگو ۲ وارد می شوند. داستان این کتاب در ماه ژوئن اتفاق می‌افتد.

### نشان آتنا
پس از آتش سوزی ناخواستهٔ آرگو ۲ در کمپ مشتری، هفت خدای «پیشگویی هفت» - پرسی جکسون، آنابث چیس، هیزل لوزک، فرانک ژانگ، جیسون گریس، پایپر مک‌لین و لئو والدز - شروع به فرار از اردوگاهیان خشمگین رومی می‌کنند. آن‌ها به کمک نشان آتنا، طلسمی جادویی که برای هدایت فرزندان آتنا (مانند آنابث) به پارتنوس گمشدهٔ آتنا طراحی شده است، به روم سفر می کنند. در طول سفر خود، آن‌ها می‌شنوند که نیکو دی‌آنجلو توسط آلودا اسیر شده‌است، و برای نجات او می‌روند. اگرچه آن‌ها پسر هادس را با موفقیت آزاد و مجسمه را پیدا می‌کنند، آنابث و پرسی به داخل تارتاروس کشیده می‌شوند و نیکو به پرسی قول می‌دهد که نیمه‌خدایان دیگر را به «دروازه‌های مرگ» برساند. داستان این کتاب در بین ماه‌های ژوئن و ژوئیه اتفاق می‌افتد.

### سرای هادس
در تارتاروس، پرسی جکسون و آنابت چیس با کمک باب تیتان به سمت «دروازه‌های مرگ» (تنها راه خروج به دنیای فانی) سفر می‌کنند، به امید فرار و به طور همزمان جلوگیری از عبور بیشتر هیولاها از دروازه‌ها. در دنیای فانی، نیمه‌خدایان باقی مانده در جستجوی سمت فانی درها هستند تا به باز کردن آن‌ها کمک کنند. آنها همچنین با رینا آویلا رامیرز-آرلانو، یک نیمه‌خدای رومی ملاقات می کنند. او، نیکو دی‌آنجلو و مربی هدج با پارتنوس آتنا به اردوگاه دورگه می‌روند. پس از تجدید دیدار، هفت نیمه‌خدای اصلی به یونان سفر می‌کنند، جایی که آن‌ها انتظار دارند نیروهای اصلی گایا در آنجا جمع شوند. داستان این کتاب در نیمهٔ اول ماه ژوئیه اتفاق می‌افتد.

### خون المپ
در حالی که رینا آویلا رامیرز-آرلانو، نیکو دی‌آنجلو و گلیسون هدج به سمت اردوگاه دورگه (جایی که رومی‌ها برای حمله به یونانی‌ها آماده می‌شوند) سفر می کنند، جست‌و‌جوگر به آتن سفر می‌کنند. نیمه‌خدایان با کمک خدایان، غول‌ها را در آتن شکست می‌دهند. آن‌ها سپس به نبرد در لانگ آیلند برمیگردند و لئو والدز برای شکست گایا و برقراری صلح، خود را فدا می‌کند. در صفحات آخر، لئو توسط اژدهای برنزی خود فستوس زنده می‌شود و می‌رود تا عشق خود کالیپسو را پیدا کند. اردوگاه دورگه و اردوگاه ژوپیتر که از زنده بودن او غافل بودند، عزم خود را از دست داده و تصمیم می‌گیرند متحد شوند و از تکرار چنین جنگ مرگباری جلوگیری کنند. داستان این کتاب در نیمهٔ دوم ماه ژوئیه اتفاق می‌افتد.

## آثار تکمیلی

### خاطرات نیمه‌خدا
کتاب خاطرات نیمه‌خدا که در تاریخ ۱۴ اوت ۲۰۱۲ منتشر شد، مجموعه‌ای از داستان‌های کوتاه است. شبیه به پرونده‌های نیمه‌خدا، شامل چند داستان جدید به همراه مصاحبه با شخصیت‌ها، تصاویر، پازل و یک مسابقه است. چهار داستان عبارتند از:
- خاطرات لوک کاستلان: تالیا گریس و لوک کاستلان با هالسیون گرین ملاقات می کنند، لوک چاقوی خود را دریافت می‌کند، و این دو با آنابث چیس روبرو می‌شوند. وقایع داستان تقریباً پنج سال قبل از دزد آذرخش، اولین کتاب مجموعهٔ پرسی جکسون و المپ‌نشینان رخ می‌دهد.[۱۲]

- پرسی جکسون و عصای هرمس: پرسی جکسون و آنابث توسط هرمس برای بازیابی عصای چاوش او از غول نفس آتشین کاکوس فرستاده می‌شوند. وقایع داستان بین آخرین المپ‌نشین و قهرمان گمشده اتفاق می‌افتد.[۱۲]

- لئو والدز و جست‌و‌جو برای بیوفورد: جیسون گریس، لئو والدز و پایپر مک‌لین در هنگام جستجو برای بیوفورد، که با یک قطعهٔ مهم از آرگو ۲ ناتمام فرار کرده است، با گروهی از ماینادها روبرو می‌شوند. وقایع داستان در اردوگاه دورگه بین قهرمان گمشده و پسر نپتون اتفاق می‌افتد.[۱۲]

- پسر جادو: آلاباستر تورینگتون، یک فرزند نیمه‌خدای هکاته که در کنار کرونوس جنگید، خود را در نبردی تا پای مرگ با لامیا می یابد. او پس از اخراج از اردوگاه دورگه به دنبال شکست کرونوس در آخرین المپ‌نشین تنها است و از هوارد کلایمور فانی کمک می‌خواهد. این داستان که توسط پسر ریوردن، هیلی ریوردن، نوشته شده‌است، توسط ریک ریوردن غیر متعارف با مجموعه تلقی می‌شود، زیرا با حوادثی که در سرای هادس و خون المپ اتفاق می‌افتد به‌طور مستقیم در تضاد است.[۱۲][۱۳]